# عودة المقاتل النهائي: فريق فولكانوفسكي ضد فريق أورتيغا
عودة المقاتل النهائي: فريق فولكانوفسكي ضد فريق أورتيغا (بالإنجليزية: The Return of The Ultimate Fighter: Team Volkanovski vs. Team Ortega)‏ تُعرف أيضًا باسم المقاتل النهائي 29 (بالإنجليزية: The Ultimate Fighter 29)‏ هو جزء من المسلسل التلفزيوني الواقعي المقاتل النهائي من إنتاج يو إف سي.